# Kandyosilis
Kandyosilis es un género de coleóptero de la familia Cantharidae.

## Especies
Las especies de este género son:
- Kandyosilis apoensis Wittmer, 1989
- Kandyosilis bicoloripes Wittmer, 1989
- Kandyosilis bidentata Wittmer, 1989
- Kandyosilis biimpressa Wittmer, 1982
- Kandyosilis bipartita (Wittmer, 1941)
- Kandyosilis bruneiensis Wittmer, 1995
- Kandyosilis carinata Wittmer, 1989
- Kandyosilis chujoi Wittmer, 1972
- Kandyosilis coomani (Pic, 1935)
- Kandyosilis diversecarinata Wittmer, 1995
- Kandyosilis inaequalicornis (Pic, 1929)
- Kandyosilis lesnei (Pic, 1924)
- Kandyosilis minutula Wittmer, 1995
- Kandyosilis morimotoi Wittmer, 1989
- Kandyosilis mucronata Wittmer, 1979
- Kandyosilis multicostata Wittmer, 1982
- Kandyosilis nodicornis Wittmer, 1982
- Kandyosilis ocellata Wittmer, 1973
- Kandyosilis shimomurai Wittmer, 1995
- Kandyosilis sikkimensis Wittmer, 1989
- Kandyosilis subnigra (Wittmer, 1972)
- Kandyosilis taiwana Wittmer, 1979
- Kandyosilis thailandica Wittmer, 1989
- Kandyosilis tigerhillensis Wittmer, 1995